# شن شوئه
شن شوئه (چینی: 申雪؛ زادهٔ ۱۳ نوامبر ۱۹۷۸) اسکیت‌باز نمایشی اهل چین است.